# Hans van Mierlo (D66)
Henricus Antonius Franciscus Maria Oliva (Hans) van Mierlo (Breda, 18 augustus 1931 – Amsterdam, 11 maart 2010) was een Nederlands journalist, politicus en bestuurder.
Van Mierlo, een zoon van een bankier en fabriekseigenaar, groeide katholiek op maar werd later godsdienstloos. Na een middelbareschoolopleiding aan het Canisius College en een rechtenstudie aan de Katholieke Universiteit Nijmegen begon hij in 1960 een carrière als journalist bij het Algemeen Handelsblad.
In 1966 was hij samen met Hans Gruijters de belangrijkste initiatiefnemer voor de oprichting van de sociaalliberale partij Democraten '66 (D66). Voor deze partij fungeerde Van Mierlo in twee afzonderlijke periodes als politiek leider en zat hij in zowel de Tweede Kamer, de Eerste Kamer en het kabinet. Hij was jarenlang het gezicht van deze partij. In 1998 verliet hij de politiek en werd hem de titel minister van staat toegekend.

## Levensloop

### Jeugd en studie
Hans van Mierlo werd geboren als tweede kind van een Bredase bankier en fabriekseigenaar en groeide op in een rooms-katholiek gezin met in totaal acht kinderen. In 1945, na afloop van de Tweede Wereldoorlog, woonde hij een half jaar in Engeland om aan te sterken. Hij volgde zijn middelbare school bij de jezuïeten aan het Canisiuscollege te Nijmegen en studeerde rechten aan de Katholieke Universiteit in dezelfde stad. In zijn studententijd was hij lid van de studentenvereniging Carolus Magnus en van dispuut Durendal.
Halverwege zijn studie, in 1957, ging hij reizen en eindigde in Perpignan. Daar schreef Van Mierlo een aantal maanden voor de lokale krant L'Indépendant. Toen hij zijn studie voltooide, had hij al met zijn geloof gebroken. In 1960 deed hij doctoraalexamen (Meester in de rechten) Nederlands recht, met als bijvak internationaal privaatrecht. Van 1960 tot 1967 werkte hij bij het Algemeen Handelsblad te Amsterdam, eerst als redacteur binnenland, later als hoofd van de redactie van de opiniepagina.

### Democraten '66

#### Oprichting en eerste succes
Als voorzitter van het initiatiefcomité had Van Mierlo in 1966 een groot aandeel in de oprichting van de nieuwe partij Democraten '66. De partij wilde afrekenen met het toenmalige politieke stelsel, onder andere door democratische vernieuwingen door te voeren. De oprichting van de partij lukte maar net nog in 1966, op 27 december, nadat twee dagen van vergaderen eerder niets hadden opgeleverd. Van Mierlo was de eerste voorzitter en lijsttrekker van die partij.
Naar de initialen van zijn vele voornamen werd hij binnen zijn partij ook wel aangeduid als Hafmo.

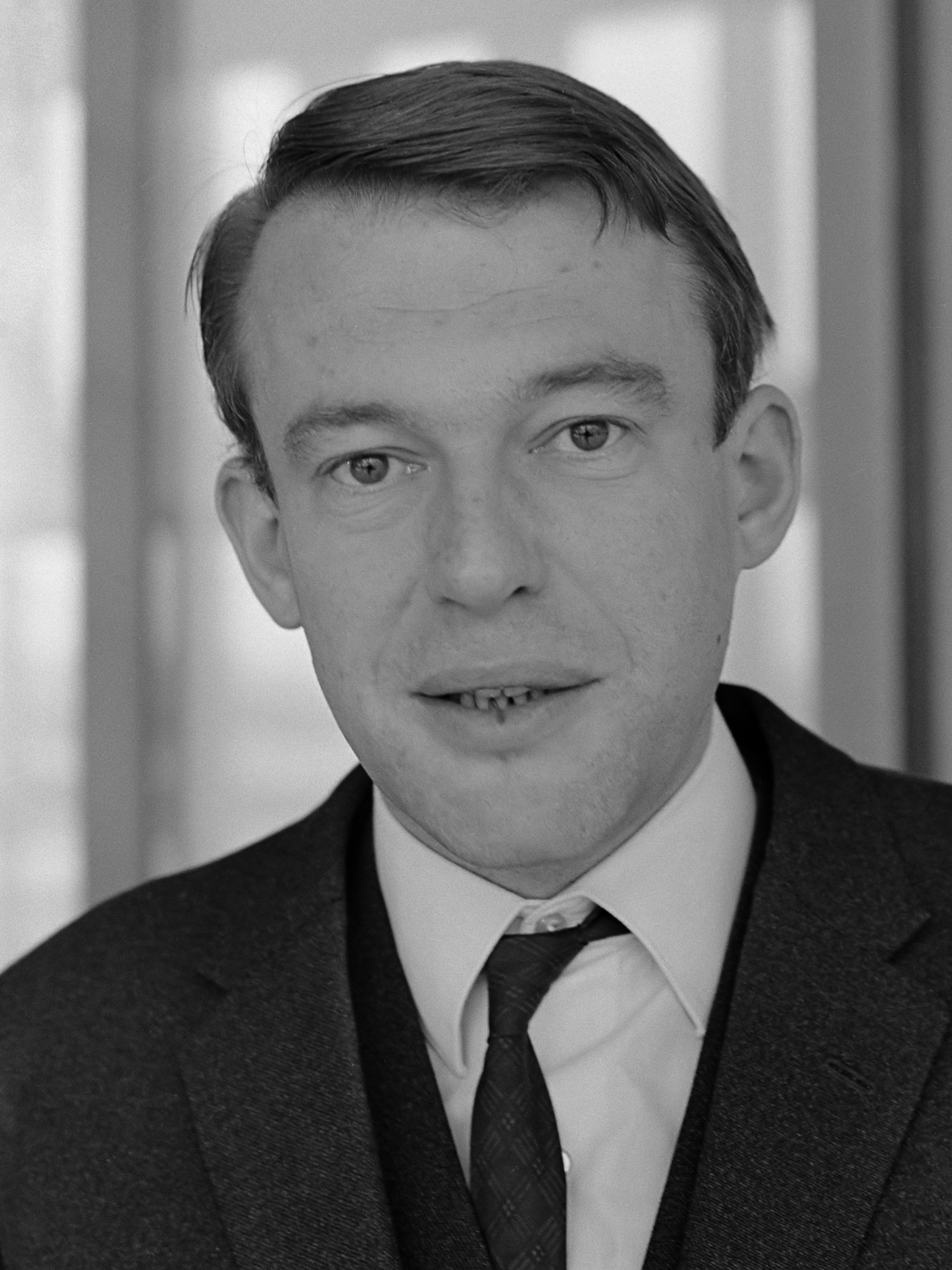
Hans van Mierlo (1966)

Tijdens de campagne lanceerde hij de zogeheten "ontploffingstheorie". Hij stelde dat D'66 moest worden opgeheven zodra zij haar doel had bereikt. "D'66 verdwijnt wanneer we het huidige politieke stelsel mee hebben helpen opblazen". In 1990 stelde Van Mierlo dat hij nog steeds geloofde in de theorie, maar dan vooral "op de lange termijn". D'66 viel niet alleen op vanwege haar vernieuwende ideeën, maar ook vanwege een beroemd geworden campagnespot, waarin Van Mierlo over de Amsterdamse grachten liep en de kiezer rechtstreeks aansprak.
In 1967 behaalde D'66 zeven zetels. Al gauw ontstond er onenigheid tussen de fractievoorzitter en zijn fractie. Van Mierlo legde steeds meer nadruk op samenwerking met de Partij van de Arbeid. Deze werd op dat moment door de beweging Nieuw Links van binnenuit vernieuwd. Ook voor het beginnen van een krachtig milieubeleid zocht Van Mierlo de partijen ter linkerzijde op. Maar zijn fractiegenoten verzetten zich liever tegen het hele politieke bestel. Zij wilden niet dat D'66 een 'bijwagen' van de PvdA werd. Kort voor de Tweede Kamerverkiezingen van 1971 werd er, mede op initiatief van Van Mierlo, een zogeheten schaduwkabinet gepresenteerd. Dit was samengesteld uit vertegenwoordigers van D'66, PvdA en de PPR. In dat kabinet had Van Mierlo zitting als vicepremier en minister zonder portefeuille. Als de drie partijen een meerderheid zouden halen, dan zou die ploeg in het kabinet komen en een eerder afgesloten Progressief Akkoord uitvoeren.

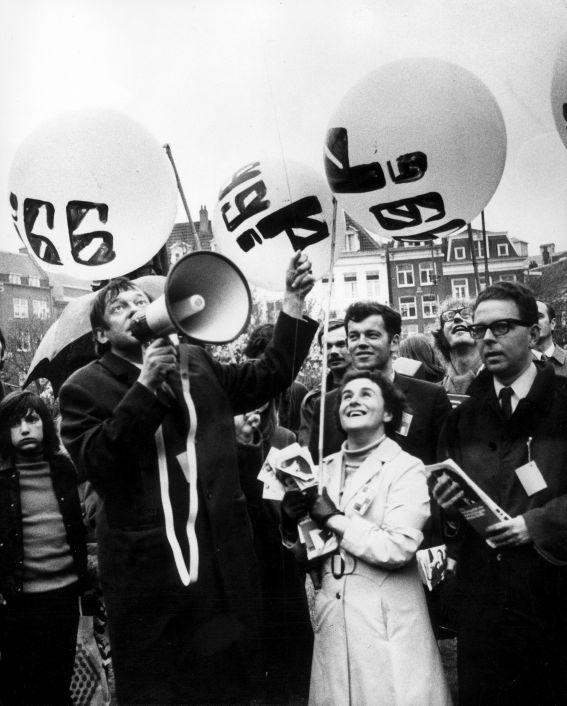
D'66 in actie in de aanloop naar de Tweede Kamerverkiezingen 1971, met Hans van Mierlo aan de megafoon

Bij de verkiezingen in 1971 steeg D'66 van zeven naar elf zetels. PvdA-leider Den Uyl hield echter de boot af bij het streven van Van Mierlo naar een progressieve volkspartij. Het Kabinet Biesheuvel viel al snel en er werden nieuwe verkiezingen uitgeschreven. D66 presenteerde weer samen met de PvdA en de PPR een schaduwkabinet, met een programma met de naam Keerpunt '72. Bij de verkiezingen viel de partij terug naar zes zetels. De PvdA kwam als grootste partij uit de verkiezingen en vormde samen met de PPR, D'66, de ARP en de KVP een kabinet. Van Mierlo voelde zich verantwoordelijk voor het verlies en trad af als fractievoorzitter. Jan Terlouw volgde hem op. Van Mierlo bleef wel in de Kamer als woordvoerder buitenland en defensie. In diezelfde dagen liet de PvdA het idee van een progressieve volkspartij definitief vallen. In 1977 verliet Van Mierlo teleurgesteld de politiek.
Na zijn vertrek uit de Tweede Kamer ging Van Mierlo aan het werk bij de Commissie Ontwikkelingssamenwerking Nederland-Suriname. Samen met Marcel van Dam maakte hij bij de VARA het programma De achterkant van het gelijk. In die jaren nam hij enigszins afstand van de partij, maar bleef op momenten toch betrokken. Zo doorbrak hij in 1980 de patstelling tussen het D'66-congres en fractievoorzitter Laurens Jan Brinkhorst over de plaatsing van kruisraketten. Het congres wilde geen kernwapens in Nederland, Brinkhorst wilde de mogelijkheid open houden. Nadat Van Mierlo het woord had gevoerd veranderde het congres het ‘Nee’ in een ‘Nee, tenzij’.

#### Minister van Defensie
In 1981 verzocht de leiding van D'66 Van Mierlo minister van Defensie te worden in het kabinet Van Agt. Hoewel hij zelf voorstander was van kernwapens, zorgde hij er als minister van Defensie voor dat de Amerikanen begrip konden opbrengen voor het Nederlandse standpunt met betrekking tot de plaatsing van kernwapens. Van Mierlo was van 11 september 1981 tot 4 november 1982 minister van Defensie in het tweede en derde kabinet-Van Agt. Bij een bezoek aan de Nederlandse UNIFIL-troepen in Libanon liep hij de leverziekte Hepatitis C op.

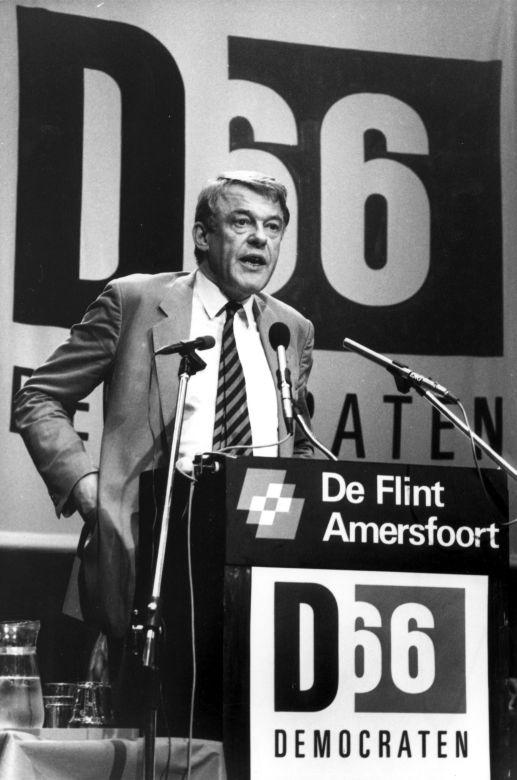
Hans van Mierlo tijdens zijn rede op het D66-congres in De Flint in Amersfoort. 15 juni 1985.

#### Senator
Van 1983 tot 1986 was hij lid van de Eerste Kamer. Ook was hij lid van de Adviesraad Defensieaangelegenheden (ADA). In 1984 kreeg Van Mierlo de mogelijkheid om Secretaris-generaal van de West-Europese Unie te worden, maar bedankte voor de eer. Uiteindelijk koos hij ervoor om lijsttrekker te worden van D66. De partij stond op dat moment op ongeveer twee zetels in de peilingen. Bij de Kamerverkiezingen van 1986 zouden dat er uiteindelijk negen worden. Bij de parlementsverkiezingen in 1989 steeg de partij verder naar twaalf zetels. D66 schoof kort aan bij de kabinetsonderhandelingen met het CDA en de PvdA, maar trad terug omdat, volgens Van Mierlo, "het CDA zich nooit de dominantie zou laten afpakken". Het CDA wilde namelijk een meerderheid van christelijke ministers in de ministerraad.

#### Paarse kabinetten
Van Mierlo leidde D66 naar een absoluut hoogtepunt met de verkiezingswinst in 1994. De partij steeg naar 24 zetels in de Kamer. De partij vormde samen met de VVD en de PvdA het paarse kabinet, de eerste regering zonder de inbreng van een confessionele partij. Als teken van loyaliteit wilde premier Wim Kok dat Van Mierlo een ministerschap accepteerde in Paars I, met als dreigement dat het anders niet door zou gaan. Om de vorming van het kabinet niet in de weg te staan, besloot hij de portefeuille van Buitenlandse Zaken te aanvaarden. Van 22 augustus 1994 tot 3 augustus 1998 was hij vicepremier en minister van Buitenlandse Zaken in het eerste Kabinet-Kok. Van Mierlo had D66 tot een regeringspartij gemaakt, maar inhoudelijke resultaten op het terrein van staatkundige vernieuwing boekte hij niet.
Gedurende zijn tweede ministerschap speelde continu de discussie binnen D66 wie Van Mierlo zou moeten opvolgen als partijleider. Zo riepen de Jonge Democraten op tot zijn vertrek omdat hij geen "elan" en "charisma" meer zou hebben. Ook had hij op bepaalde momenten verzaakt om leiderschap te tonen. Zo zou hij D66 minister Winnie Sorgdrager onvoldoende hebben gesteund toen zij door de IRT-affaire in politieke moeilijkheden kwam. In maart 1997 kondigde Van Mierlo aan zelf niet meer beschikbaar te zijn voor het lijsttrekkerschap. Op 2 juni 1997 kondigde hij zijn opvolgster Els Borst aan met de woorden: "Het is een meisje geworden en ze heet Els".
In het nieuw te vormen tweede Paarse kabinet kreeg de VVD Buitenlandse Zaken en een andere ministerspost wilde Van Mierlo niet. Ook gaf hij zijn zetel in de Kamer op. GroenLinks verweet hem kiezersbedrog omdat hij wel kandidaat had gestaan - en gekozen was - voor het parlement.

### Na de politiek
In oktober 1998 werd Hans van Mierlo benoemd tot minister van staat. Van Mierlo bekleedde tal van bestuursfuncties, vooral bij literaire en culturele organisaties. Ook was Van Mierlo Commandeur in de Orde van de Nederlandse Leeuw en ontving hij diverse buitenlandse onderscheidingen. In 2002 trad Hans van Mierlo nog één keer op als afgevaardigde van Nederland. Hij vertegenwoordigde Nederland bij de EU-Conventie over de toekomst van Europa. Na een half jaar gaf hij zijn plaats echter op, vanwege een meningsverschil met het kabinet-Balkenende I over de ambities die Nederland in de EU moet hebben.
Op 22 maart 2005 kreeg het voorstel in tweede lezing tot het uit de Grondwet halen van de burgemeestersbenoeming geen tweederdemeerderheid. Dit was een van de redenen waarom D66 een regering had gevormd samen met VVD en het CDA. Minister Thom de Graaf van bestuurlijke vernieuwing trad af. De drie coalitiepartijen onderhandelden daarna over herziening van het regeerakkoord. Hierover bereikten zij op paaszaterdag 26 maart overeenstemming. In de wandeling werd gesproken van het Paasakkoord. Het congres van D66 moest hier wel mee instemmen. Van Mierlo kondigde vooraf aan misschien wel tegen het akkoord te zullen stemmen. Uiteindelijk stemde hij toch voor.
Van Mierlo trok in oktober 2006 in een uitzending van Netwerk het bestaansrecht van D66 in twijfel. Op dat moment stond de partij op een dieptepunt in de peilingen. Later gaf hij aan dat zijn woorden verkeerd begrepen waren.
Hans van Mierlo, die in mei 2000 een levertransplantatie had ondergaan, overleed 11 maart 2010 op 78-jarige leeftijd in het Onze Lieve Vrouwe Gasthuis te Amsterdam. Hij werd op 16 maart 2010 in de Eerste en Tweede Kamer herdacht. Twee dagen later werd Van Mierlo in besloten kring begraven op begraafplaats Zorgvlied in Amsterdam.

## Persoonlijk leven

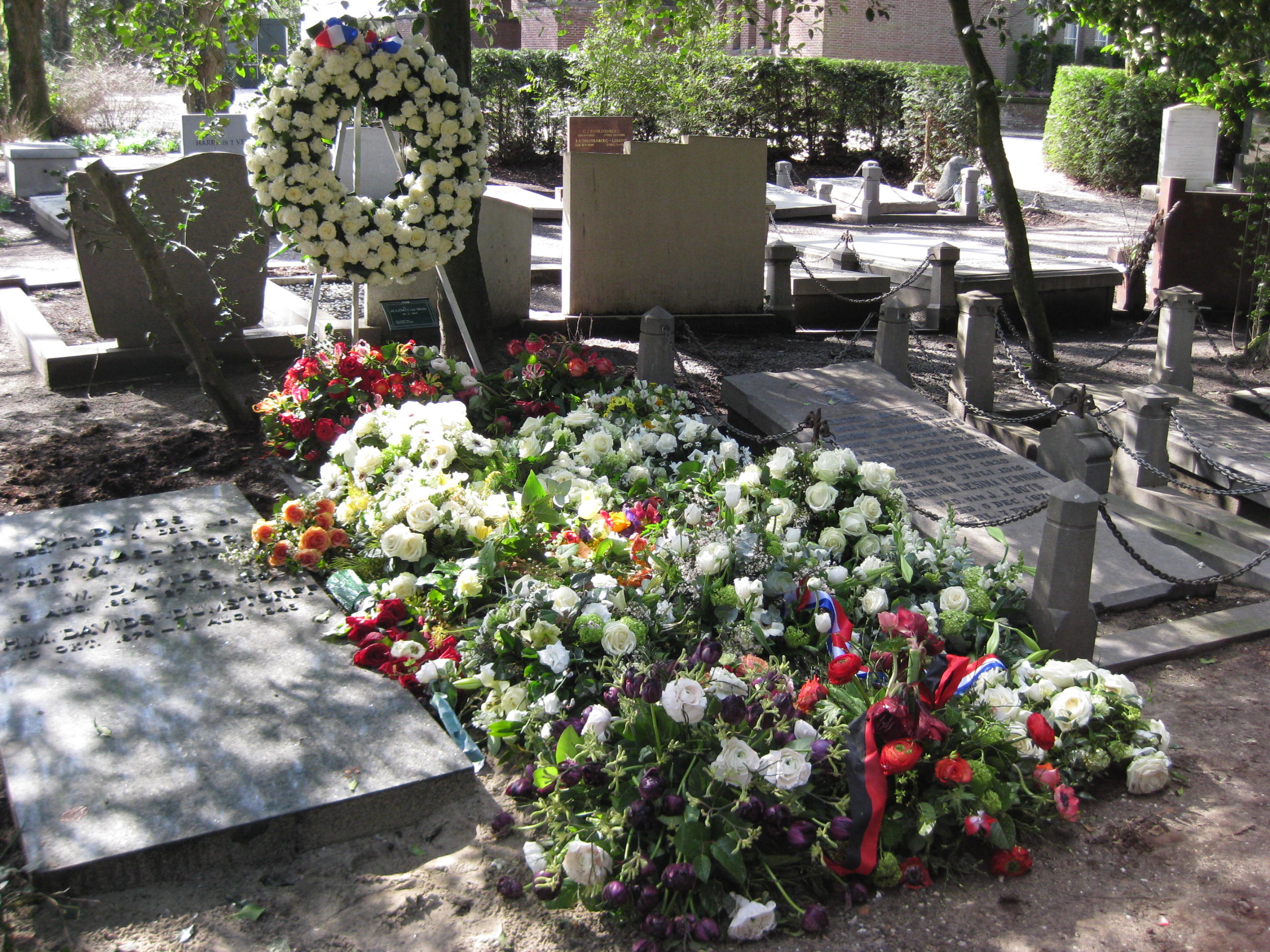
Graf van Hans van Mierlo op de Amsterdamse begraafplaats Zorgvlied

Hans van Mierlo huwde driemaal. In augustus 1961 trouwde hij met Anna Los. Uit dat huwelijk werd een zoon, Olivier Joseph, geboren. In juli 1963 gingen zij uit elkaar. Op 30 december 1964 trouwde Van Mierlo met Olla van Maasdijk. Uit dat huwelijk werden twee dochters geboren. Hij en Van Maasdijk gingen in juni 1984 uit elkaar. In 1985 had Van Mierlo enige tijd een relatie met Gretta Nieuwenhuizen, die via hem haar latere echtgenoot Wim Duisenberg leerde kennen. Hierna had hij tot 1997 een relatie met Aafke van der Made. Vanaf 1999 had Van Mierlo een relatie met de Nederlandse schrijfster Connie Palmen. Op 11 november 2009 trouwden Van Mierlo en Palmen in debatcentrum De Rode Hoed te Amsterdam.
Na de dood van Hans van Mierlo in 2010 schreef Connie Palmen Logboek van een onbarmhartig jaar (Prometheus 2011), een verslag van de rouwperiode die ze daarna doormaakte.

## Nalatenschap
In zijn oude woonplaats Amsterdam werd op 18 augustus 2021 een brug naar Hans van Mierlo vernoemd.

## Onderscheidingen
- Commandeur in de Orde van Oranje-Nassau (9 december 1982)
- Thorbeckeprijs (1992), een prijs voor politieke welsprekendheid
- Minister van staat (1998)
- Commandeur in de orde van het Franse Legioen van Eer (1999)
- Grootkruis met ster en lint in de Orde van Verdienste van de Bondsrepubliek Duitsland (november 2003)